# Erminio Boso
Pour les articles homonymes, voir Boso.
Erminio Enzo Boso (né à Pieve Tesino le 9 juillet 1945 et mort dans la même ville le 10 janvier 2019) est un homme politique italien qui a exercé les fonctions de sénateur entre 1992 et 1996 et a été eurodéputé du 23 juin 2008 au 13 juillet 2009.

## Biographie
Aussi connu sous le pseudonyme d'Obélix, en raison de sa corpulence, il fut l'un des fondateurs de la Ligue du Nord de la région du Trentin Haut Adige. Il a été sénateur aux onzième et douzième législatures, de 1992 à 1996. En 1995, dans diverses questions parlementaires, il a mis en cause le travail d'Antonio Fojadelli, procureur du district de Venise, qui l'avait dénoncé pour diffamation et diffamation.
En 1997, le bureau du procureur général envoya les documents au Sénat, qui confirmèrent l'immunité parlementaire de Erminio Boso. La même année, il est élu au Parlement de Padania. En 1998, il est élu au conseil de la province autonome de Trente, puis réélu en 2003. La même année, il propose au conseil provincial, avec Sergio Divina, de mettre en place des wagons spéciaux séparés pour les immigrants empruntant le train régional Vérone-Bolzano de 07:45 heures.
Se déclarant eurosceptique et anti-américain, il fut candidat aux élections européennes de 2004, obtenant environ 10 000 voix dans sa circonscription du nord-est pour la Ligue du Nord. En juin 2008, il a été élu député européen, succédant à Gian Paolo Gobbo, et a rejoint le groupe parlementaire Indépendance / Démocratie. En mai 2013, il a attaqué la ministre Cécile Kyenge en l'appelant « raciste ». Le 9 juillet de la même année, il est intervenu dans l'émission de radio La Zanzara qui s'était déclarée heureuse lorsqu'un bateau de migrants a coulé.
Le 9 novembre 2013, il s'est déclaré disposé à assumer les fonctions de secrétaire national de la Ligue du Nord, proposant un programme prévoyant la fin du « parti du salon » et l'abandon de toute alliance électorale de la plaine du Pô. Par la suite, il ne fut pas candidat.
Lors des élections européennes de 2014, Boso a été nommé pour la liste de la Ligue du Nord-Freiheitlichen de la circonscription électorale du nord-est de l'Italie. Il a obtenu environ 3 300 voix, pas assez pour être élu. Pendant la campagne électorale, il proposa un nouveau drapeau pour l'Union européenne, basé sur celui utilisé par les confédérés américains.